# Laxtjärnen (Nås socken, Dalarna, 669069-142052)
Laxtjärnen är en sjö i Vansbro kommun i Dalarna och ingår i Dalälvens huvudavrinningsområde.